# Бубнярацький Брод
45°38′ пн. ш. 15°19′ сх. д. / 45.63° пн. ш. 15.32° сх. д.
Бубнярацький Брод (хорв. Bubnjarački Brod) — населений пункт у Хорватії, у Карловацькій жупанії у складі громади Жаканє.

## Населення
Населення за даними перепису 2011 року становило 122 осіб.
Динаміка чисельності населення поселення: